# Кумбхакарна
Кумбхака́рна — ракшаса-великан, один из героев «Рамаяны».
Совершив суровые аскезы, Кумбхакарна получил возможность попросить у Брахмы благословение. Он хотел получить индрасан — трон Индры, но неправильно произнёс слово и попросил нидрасан — вечный сон.
С большим трудом он был разбужен Раваной и принял участие в битве с Рамой. На поле боя Кумбхакарна проявил необыкновенную силу, поедая кучки обезьян и давя их своими ногами. С ним безуспешно пытались сражаться Хануман, Нала, Нила, Ангада и Сугрива. Тогда сам Рама вступил в бой, пустив в ход свой лук Коданду с неиссякаемыми стрелами. Войско ракшасов начало быстро редеть. Кумбхакарна набросился на Раму, но, попав под ливень из стрел, пал в бою. Кумбхакарна достиг освобождения, так как в момент смерти лицезрел перед собой божество (Раму).